# Fiorinia coronata
Fiorinia coronata är en insektsart som beskrevs av Williams och Watson 1988. Fiorinia coronata ingår i släktet Fiorinia och familjen pansarsköldlöss. Inga underarter finns listade i Catalogue of Life.